# Srpouhi Dussap
Srpouhi Dussap (en armeni: Սրբուհի Տիւսաբ, 1840–1901) fou una escriptora armènia feminista i la primera dona novel·lista del seu país. El seu germà fou el polític armeniootomà Hovhannes Vahanian.

## Biografia
Srpouhi Dussap (amb nom de soltera Srpouhi Vahanian) nasqué al districte d'Ortakoy de Constantinoble (Istanbul) en una pròspera família catòlica armènia. Llavors les famílies riques imitaven les tendències de la societat europea occidental, sobretot la francesa. La jove Srpouhi, educada en institucions d'Europa occidental, mostrà poc d'interés per la llengua armènia. Després, però, de ser instruïda pel venerat poeta armeni Mkrtich Beshiktashlian, Srpouhi començà a mostrar una estima profunda per l'idioma i la seua herència. Els seus primers intents d'escriptura creativa foren en armeni clàssic.
Srpouhi es casà amb un músic francès, Paul Dussap, amb qui va dirigir un saló d'estil europeu en què intel·lectuals, liberals, escriptors i activistes s'aplegaven per a discutir temes sociopolítics i literaris. Va ser activa en organitzacions filantròpiques i caritatives que fomentaven el suport i l'educació de les dones. L'obra de Dussap reflecteix les tendències europees del segle xix, sobretot el Romanticisme.
Srpouhi Dussap va tenir dos fills, Dorine i Edgar. Dorine va morir el 1891, després de la qual cosa Srpouhi deixà de publicar. Dussap va morir el 1901.

## Obra
Srpouhi Dussap és la primera escriptora armènia que publicà obres que es poden considerar feministes. El primer fou una sèrie d'assaigs sobre l'estat de l'educació i l'ocupació de les dones. El 1883, publicà la primera novel·la sobre una dona armènia, Mayda, que tractava el tema de l'estatus desigual de les dones. La preocupació de Srpouhi amb la subordinació de la dona, l'educació inferior i la manca d'independència financera s'explica en les novel·les posteriors Siranush (1884) i Araksia, o The Governess, (1887).
Estava preocupada per la situació de la pagesia femenina de l'Imperi otomà, i atacà les estructures patriarcals tradicionals per la seua ignorància i l'opressió masculina que dugué a matrimonis forçats en el camp. Remarcà que fins i tot a la Constantinoble més culta i cosmopolita, les dones "encara estaven privades de la seua llibertat, i dominades pels hòmens". Opinava que la societat no podria avançar sense l'emancipació de les dones. Per aquestes idees alliberadores rebé el ressentiment d'alguns intel·lectuals armenis prominents, com ara Krikor Zohrab, però fou estimada pels progressistes.

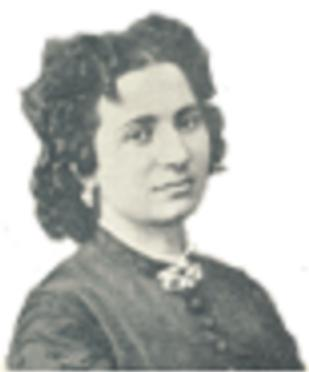

## Llegat
Srpouhi Dussap fou una feminista pionera, una inspiració per a altres escriptores i periodistes armènies com ara Zabel Yesayan, qui l'havia llegit en la seua joventut: "Solíem llegir juntes els llibres de Madame Dussap, i en el treball d'aquesta autora feminista, tractàvem de trobar solucions per als problemes amb què ens enfrontàvem". Més endavant ella i les seues amigues van visitar Dussap: "Immediatament va començar-nos a fer preguntes i ens va parlar amb calidesa i alé. En sentir que esperava arribar a ser escriptora, Madame Dussap intentà advertir-me. Va dir que, per a les dones, el món de la literatura estava ple de moltes més espines que de llorers. Em digué que en els nostres dies, una dona que volgués fer-se un lloc en la societat encara no era tolerada. Per a superar tots aquests entrebancs, necessitava superar la mediocritat. Ens va deixar una profunda impressió. Ambdues acordem que per a superar la mediocritat, havíem d'anar a Europa per a continuar la nostra educació".